# Engistoneura unilineata
Engistoneura unilineata är en tvåvingeart som beskrevs av Mario Bezzi 1914. Engistoneura unilineata ingår i släktet Engistoneura och familjen bredmunsflugor.
Artens utbredningsområde är Senegal. Inga underarter finns listade i Catalogue of Life.